# David Cheng
David Cheng (ur. 21 lipca 1989 roku w Pekinie) – chiński kierowca wyścigowy.

## Kariera
Cheng rozpoczął karierę w wyścigach samochodowych w 2009 roku od startów w Pacific F2000. W klasie GT Cup z dorobkiem 72 punktów uplasował się na jedenastej pozycji w końcowej klasyfikacji kierowców. W późniejszych latach Chińczyk pojawiał się także w stawce USF2000 National Championship, Volkswagen Scirocco R Cup China, Malaysia Merdeka Endurance Race, American Le Mans Series, Grand American Rolex Series, Continental Tire Sports Car Challenge, Formula Pilota China, FIA World Endurance Championship, Asian Le Mans Series, Pacific Formula F1600, 24-godzinnego wyścigu Le Mans oraz United Sports Car Championship.